# Inga Scharf
Inga Scharf es la cantante secundaria de la banda alemana de a cappella Van Canto. Fue una de los fundadores de la banda en 2006.

## Biografía
Con 23 años Inga empezó con su carrera profesional musical, fichando por la banda Fading Starlight en 2003. Permaneció tres años en la banda, produciendo un total de una demo y un álbum de estudio. Cuando dejó Fading Starlight en 2006, Inga fundó Van Canto junto a cinco miembros más, banda en la que se encuentra hasta la fecha, habiendo creado un total de cinco álbumes de estudio y un recopilatorio.
También ha sido invitada en varios discos de artistas y bandas como Tarja Turunen y Grave Digger.

## Bandas[1]
- Fading Starlight (2003-2006)
- Van Canto (2006-presente)

## Discografía[1][3]

### Fading Starlight

#### Demos
- The Crowbar Dance (2005) - vocalista

#### Álbumes
- Timeless Fate (2003)

### Van Canto

#### Álbumes
- A Storm to Come (2006) – vocalista
- Hero (2008) – vocalista
- Tribe of Force (2010) – vocalista
- Break the Silence (2011) – vocalista
- Dawn of the Brave (2014) - vocalista

#### Recopilatorios
- Metal A cappella (2011) – vocalista

### Aportaciones a otras bandas

#### In Legend
- Stardust - Vocal (2011)

#### Tarja Turunen
- What Lies Beneath - Vocalista (2010)

#### Grave Digger
- The Ballad of Mary - Coro (2011)

#### Dark Sarah - Behind The Black Veil
- Evil Roots - Colaboración (2015)